# Трекляно
Тре́кляно (болг. Трекляно) — село в Кюстендильській області Болгарії. Адміністративний центр общини Трекляно.

## Населення
За даними перепису населення 2011 року у селі проживали 272 особи.
Національний склад населення села:
| Національність   | Кількість осіб | Відсоток |
| ---------------- | -------------- | -------- |
| болгари          | 261            | 96,0%    |
| цигани           | 10             | 3,7%     |
| турки            | 0              | 0%       |
| Всього відповіли | 272            |          |

Розподіл населення за віком у 2011 році:
Динаміка населення:

## Відомі особистості
В поселенні народився:
- Борис Харизанов (1896—?) — болгарський військовий.